# 양웅

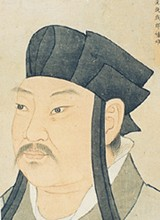
양웅

양웅(揚雄, 楊雄, 기원전 53년 ~ 기원후 18년)은 중국 전한 말기의 사상가이며 문장가이다. 자는 자운(子雲)이다. 촉군 성도에서 태어났다.

## 생애
젊어서부터 박식하였으나 말을 더듬었기 때문에 서적만을 탐독하며 사색을 하였다. 30여 세에 비로소 대사마(大司馬)인 왕음(王音)에게 문재를 인정받아 성제(成帝)의 급사황문랑(給事黃門郞：궁중의 제사를 관장하는 관원)이 되어, 왕망(王莽)과 유흠(劉歆)과 동렬에 있었다. 나중에 궁정 쿠데타로 왕망이 신(新)의 왕실을 일으키매, 노년의 선비로서 대부(大夫)라는 직책에 취임하여 죽는 해까지 머물렀다. 이 점에 대해 송대(宋代) 이후의 절의관(節義觀)으로부터 비난을 받았거니와 원래 정세와 함께 부침하면서 일신을 보전하는, 말하자면 권력에는 겸유(謙柔)한 성격의 소유자였던 것 같다.

## 사상
그는 《태현경(太玄經)》에 보이는 것과 같이 당대의 고문가(古文家)에 영향을 준 고풍적이고 난해한 문체를 사용하였다. 전국 시대의 제자(諸子)의 사상가에 비교하여 독창성이 결여되어 있었다. 그러나 당시의 지배층에 현저하였던 음양5행설(陰陽五行說)에 의한 유교의 신비화에 불만을 품은 그는 《노자(老子)》와 《역(易)》에 의거하여 범신론적인 선진(先秦)시대의 도가의 자연과 객관을 중시하는 경향을 발전시켰다. 《법언(法言)》에서는 원시 유가의 인위적인 도덕 교화의 필요를 말하면서, 선악 양성의 인성론을 주장하였고 그에 상응하는 합리주의적인 윤리사상을 강조하였다. 또 이 책은 왕망의 위선적 성격을 비판하는 곳이 보인다. 그 외에 언어학상 귀중한 《방언(方言)》, 〈훈찬편(訓纂篇)〉을 남겼고, 또 《난개천팔사(難蓋天八事)》의 천문학설을 저작하였다.

## 저서
《주역(周易)》을 모방한 《태현경》과 《논어(論語)》를 모방한 《법언》이 있고, 젊었을 때 동향의 선배 사마상여(司馬相如)를 사모하여 〈우렵(羽獵)〉, 〈장양(長楊)〉 등 장문의 부(賦)와 〈해조(解嘲)〉,〈해난(解難)〉 등 산문의 사부를 남겨 세론을 풍자하였다.

## 참고 문헌
- 이 문서에는 다음커뮤니케이션(현 카카오)에서 GFDL 또는 CC-SA 라이선스로 배포한 글로벌 세계대백과사전의 내용을 기초로 작성된 글이 포함되어 있습니다.